# José Moñino y Redondo

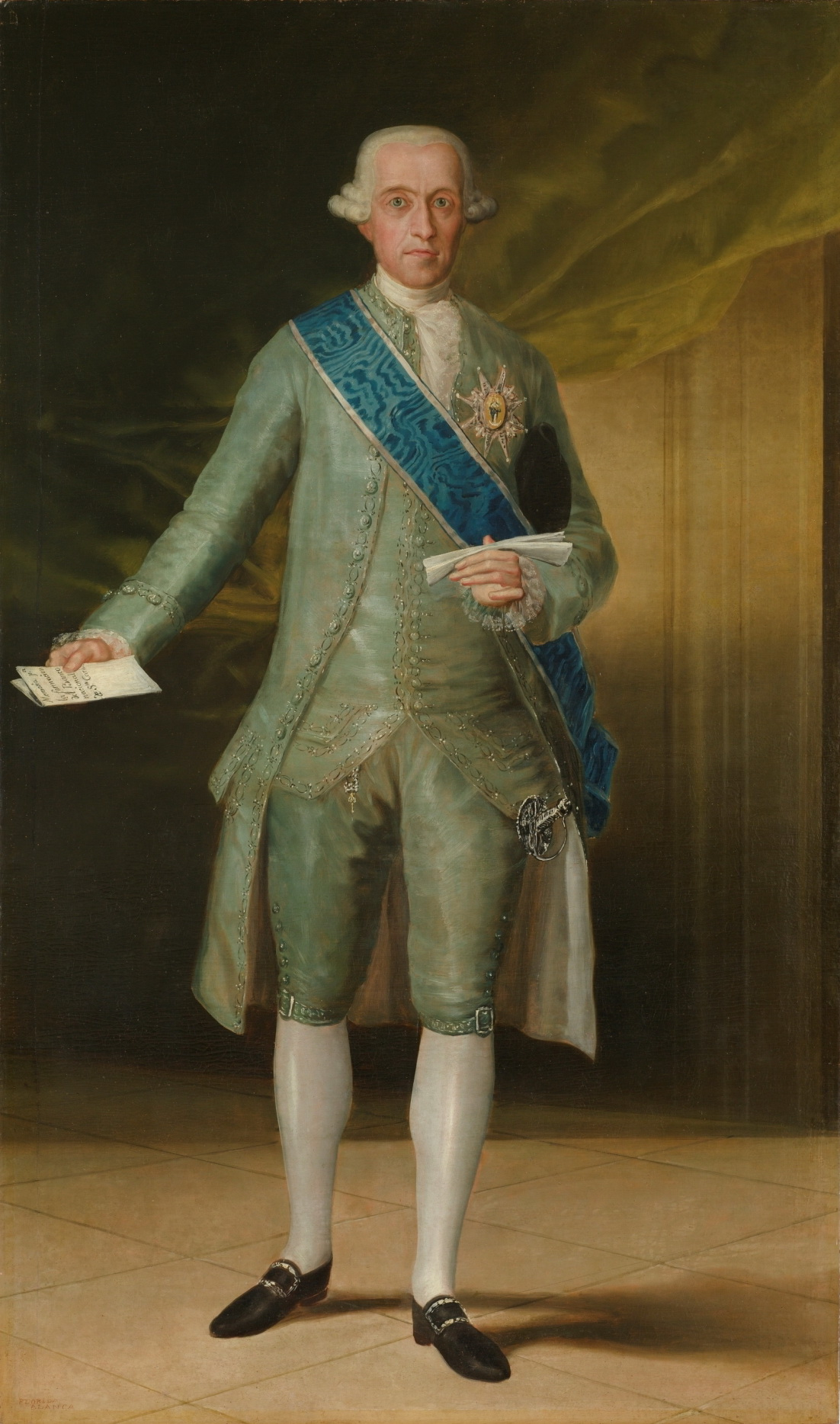
Floridablanca, por Goya, 1783.

José Moñino y Redondo (Múrcia, 21 de outubro de 1728 — Sevilha, 30 de dezembro de 1808) foi o conhecido conde de Floridablanca, para além de um distinto ministro de Carlos III de Espanha e um excelente estratega setecentista.

## Biografia
Iniciou os seus estudos na cidade de Múrcia e, posteriormente, em Oriheula, onde se formou em leis. Completou então os seus estudos da advocacia na prodigiosa Universidade de Salamanca, exercendo a profissão juntamente com o pai, durante algum tempo. Este período fê-lo tomar contacto com algumas das mais importantes e influentes figuras do reino, como o Duque de Alba e Diego de Rojas, os quais lhe facilitaram a entrada no Conselho de Castela, tornando-se então fiscal, no ano de 1766. Estabeleceu ali uma estreita relação com o Conde de Campomanes, consagrando-se ambos na defesa da Coroa espanhola frente aos demais poderes, entre eles, o Poder Clérigo.
Um ano depois, em 1767, sendo Redondo um monárquico de profundo vigor, opôs-se vivamente contra os instigadores do Motim de Esquilache, em Cuenca, colaborando, igualmente, na expulsão dos jesuítas de terras espanhola, junto aos condes de Campomanes e de Aranda.
No ano de 1772 obteve um importante cargo, ao ser nomeado embaixador plenipotenciário no Vaticano, onde conseguiu convencer Clemente XIV a dissolver de forma definitiva a Companhia de Jesus, em 1773. Neste mesmo ano, em consequência de tão gratos e importantes préstimos, Carlos III de Espanha, concede a Redondo o título de Conde de Floridablanca.
19 de Fevereiro de 1777 foi o dia em que Redondo foi nomeado Secretário dos Despachos do Estado, um cargo cujas funções equivalem a Ministro dos Assuntos Exteriores, que ocuparia até 27 de Fevereiro de 1792, juntamente com semelhantes funções na Secretaria da Justiça. Apoiou e orientou igualmente as políticas externas de Carlos III, fortalecendo e reafirmando a posição espanhola face à Inglaterra, tendo intervindo na violenta Guerra de Independência dos EUA junto à França, facto com o qual consumou a recuperação da Florida em 1783, e de outros territórios de menor importância. No entanto, não conseguiu recuperar a posição hegemónica da Espanha sobre Gibraltar.
Redondo conseguiu também potenciar a amizade entre o seu país e a italiana Casa de Bourbon e com a família real de Portugal, junto da qual conseguiu obter as ilhas de Fernando Pó e Annobón. Pode-se afirmar que este foi um dos maiores erros que a política externa portuguesa já cometeu.
Todavia, depois de um período de férteis sucessos, vê-se prontamente enfrentado pelo seu amigo Conde de Aranda, tendo este último criado a Junta Suprema de Estado - a qual encabeçava - que se opunha literalmente aos ideais de Redondo. Este partido político apoiava a tradicional forma de governo, em que qualquer secretariado se submetia às exigências, fossem elas quais fossem, dos ministérios e dos respectivos ministros.
Perante tal situação, Redondo pediu a sua demissão, sem sucesso, já que, em Testamento Real, estipulado estava que o filho e/ou sucessor do Rei, nomeadamente D. Carlos III de Espanha, deveria manter a confiança no Conde de Floridablanca. Este não fez mais que se conformar com esta situação.
Redondo era um grande aficcionado por arte, nomeadamente pela pintura, tendo sido mesmo um dos maiores patronos de Francisco Goya. Inclusive, o primeiro retrato oficial que este último pintou foi, de facto, o Retrato do Conde de Floridablanca, um óleo sobre tela, pintado em 1783. Neste retrato, o pintor aparece igualmente, numa posição subserviente perante a imponência do conde.
Em 1789, o povo madrilheno, em múltiplos panfletos e agudos motins, acusava Redondo de roubo e de deslealdade para com a Coroa espanhola. Redondo, mais uma vez, tentou demitir-se, novamente sem sucesso, por decisão de Carlos IV, tendo este criado diversas secretarias, para aliviar o trabalho do distinto conde.
Iluminista de excelência, os sucessos da Revolução Francesa, cujo alarido se espalhava por toda a Europa, fez mudar radicalmente o ponto de vista político de Redondo, o que levou à caída em desgraça de, entre outras influentes personalidades políticas, Jovellanos e o Conde de Campomanes.
A 18 de Julho de 1790, sofreu um atribulado atentado, do qual escapou ileso. Dois anos mais tarde Carlos IV de Espanha destitui-o, e, com a subida ao Poder do Conde de Aranda, que entretanto se tornou inimigo de Redondo, foi preso na cidade de Pamplona, sob acusações de corrupção e abuso de autoridade. Contudo, a queda de Aranda e o emergir de Manuel Godoy ao poder, fizeram com que libertado fosse, em 1794. Mesmo assim Redondo não voltou a intervir em assuntos políticos, retirando-se para a sua cidade natal, Múrcia.
Após o malogrado 2 de maio de 1808, Redondo organizou um pequeno partido da sua cidade de origem, o qual presidiu, por eleição unânime. José Moñino y Redondo faleceu poucos meses depois, na cidade de Sevilha, em 1808.